# ARASHI AROUND ASIA 2008 in TOKYO
『ARASHI AROUND ASIA 2008 in TOKYO』（アラシ アラウンド アジア 2008 イン トウキョウ）は、日本の男性アイドルグループ・嵐のライブ・ビデオ。2009年3月25日にJ Stormから発売された。

## 概要
2008年9月から11月まで行われた自身2度目のアジアツアー『arashi marks ARASHI AROUND ASIA 2008』から、9月6日開催の東京・国立霞ヶ丘競技場公演を収録。
本作収録の「Re(mark)able」、「truth」は、後に5thベストアルバム「5×20 All the BEST!! 1999-2019」初回限定盤2特典DVD「ARASHI LIVE CLIPS」にも収録された。
クリアジャケットの初回プレス仕様が存在する。

## チャート成績
初週に23.0万枚を売り上げ、2009年4月6日付の「オリコン週間DVDランキング」にて総合1位を獲得。

## 収録曲

### 本編映像

#### Disc 1
1. OVERTURE
2. Love so sweet
3. Oh Yeah!
4. きっと大丈夫
5. La tormenta 2004
6. Happiness
7. ハダシの未来
8. アオゾラペダル
9. Hello Goodbye - 相葉雅紀
10. 素晴らしき世界
11. とまどいながら
12. Still...
13. Lucky Man
14. Take me faraway - 大野智
15. 虹 - 二宮和也
16. スマイル
17. WAVE
18. CARNIVAL NIGHT part2
19. 風の向こうへ

#### Disc 2
1. Re(mark)able
2. truth
3. Step and Go
4. a Day in Our Life
5. Tell me what you wanna be? - 松本潤
6. イチオクノホシ
7. シリウス
8. Hip Pop Boogie - 櫻井翔
9. theme of Dream "A" live
10. A・RA・SHI
11. PIKA★★NCHI DOUBLE
12. 明日に向かって吠えろ
13. One Love
14. 感謝カンゲキ雨嵐
15. ファイトソング
16. 風
17. 言葉より大切なもの
18. サクラ咲ケ
19. WISH
20. 五里霧中

### 特典映像
Disc 1
1. ARASHI'S FIGHT IN KOKURITSU

## ツアー日程
- アジアツアー「arashi marks ARASHI AROUND ASIA 2008」について記述。開演時間は、現地時間による。

|        | 開催日時 | 開演時間 | 開催国 | 会場                                      |
| 2008年 | 2008年   | 2008年   | 2008年 | 2008年                                    |
| ------ | -------- | -------- | ------ | ----------------------------------------- |
| 1      | 09月05日 | 17:30    | 日本   | 国立霞ヶ丘競技場                          |
| 1      | 09月06日 | 17:30    | 日本   | 国立霞ヶ丘競技場                          |
| 2      | 10月11日 | 19:30    | 台湾   | 台北アリーナ                              |
| 2      | 10月12日 | 19:30    | 台湾   | 台北アリーナ                              |
| 3      | 11月01日 | 14:30    | 韓国   | ソウルオリンピック公園 フェンシング競技場 |
| 3      | 11月01日 | 19:30    | 韓国   | ソウルオリンピック公園 フェンシング競技場 |
| 3      | 11月02日 | 14:30    | 韓国   | ソウルオリンピック公園 フェンシング競技場 |
| 3      | 11月02日 | 19:30    | 韓国   | ソウルオリンピック公園 フェンシング競技場 |
| 4      | 11月15日 | 19:30    | 中国   | 上海大舞台                                |
| 4      | 11月16日 | 19:30    | 中国   | 上海大舞台                                |